# Humberto Delgado

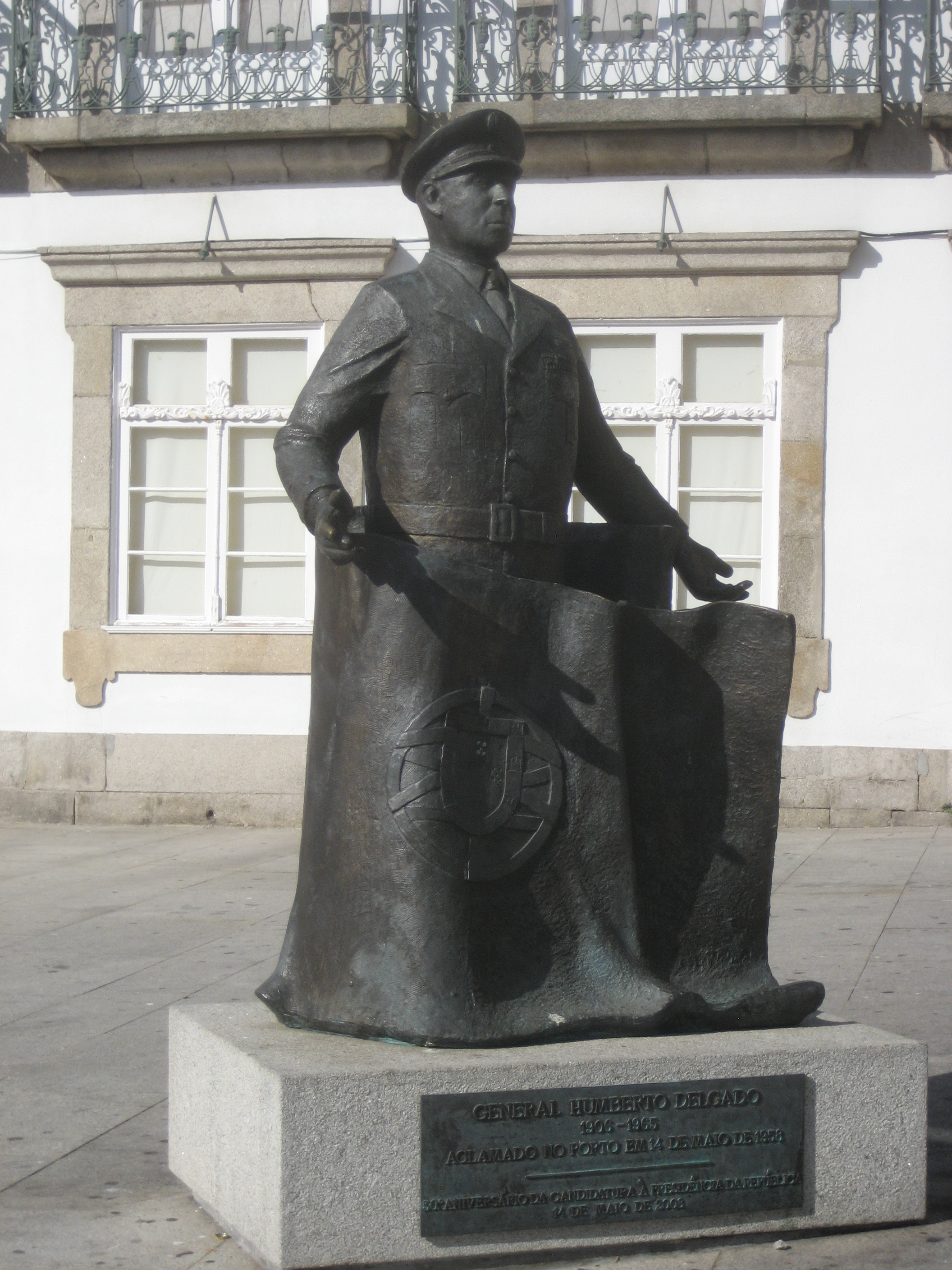
Humberto Delgado (Porto)

Humberto da Silva Delgado, född 1906 i Torres Novas, död 1965 i Badajoz, var en portugisisk militär och politiker. Ursprungligen en anhängare av Salazars diktatur vände han sig efter en tid som militärattaché i Washington, D.C. 1952 mot regimen. Hans kandidatur i det portugisiska presidentvalet 1958 väckte internationell uppmärksamhet, då han svor att avsätta Salazar om han vann valet. Enligt officiella siffror kom Delgado, med 25 % av rösterna på andra plats efter regimens Américo Thomaz. Han tvingades i landsflykt och tillbringade återstoden av sitt liv utomlands, där han agiterade för resning mot Salazars diktatur. Slutligen försökte han återvända till Portugal landvägen men avslöjades av säkerhetspolisen PIDE och dödades. 
Enligt officiella uppgifter gjorde han motstånd vilket nödgat nödvärn från gränspolisernas sida, men en polisrapport fastslog att Delgado var obeväpnad och att kroppen efter hans sekreterare, som medföljde honom, hade tydliga strypmärken. Senare regimpropaganda skyllde dödsfallet på meningsskiljaktigheter inom oppositionen, alternativt ett misslyckat kidnappningsförsök från säkerhetsagenter. PIDE-agenten Casimiro Monteiro dömdes 1981 till fängelse i sin frånvaro för mordet på Delgado, en dom som återhållsamt accepterade den senare versionen. 
Det officiella namnet på Lissabons internationella flygplats ändrades av Portugals regering 15 maj 2016 till Aeroporto Humberto Delgado för att hedra hans minne. I motiveringen lyfts både Delgados motstånd mot diktaturregimen och hans insatser för att utveckla trafikflyget. Han var som direktör vid Sekretariatet för civil luftfart pådrivande vid bildandet av flygbolaget TAP, då Transportes Aéreos Portugueses, 1945.